# جامع البصرة الكبير
جامع البصرة الكبير وهو من مساجد العراق الحديثة، ويقع في مدينة البصرة، ويسمى حالياً جامع الشهيد يوسف الحسان، نسبة إلى اسم الإمام والخطيب الذي أغتيل في فترة الفتنة الطائفية، وكان يشغل منصب الإمامة والخطابة فيهِ، وأخوهُ هو الشيخ نعمة الحسان، ولقد بني الجامع في بداية عقد الثمانينيات من القرن العشرين، ويتميز الجامع بمساحته الواسعة (دونم تقريباً)، حيث يحوي على مصلى كبير يتسع لأكثر من 2000 مصل، ولكن عدد المصلين حاليا لا يتجاوز 500 مصل في صلاة الجمعة، كما يحتوي على دار سكن وغرف وقاعة، ويطل على الشارع العام، ويعلو مبنى الحرم قبة جميلة مكسوة بالكاشي الكربلائي الأزرق، وفي الجامع منارة مئذنة مرتفعة ذات طراز معماري إسلامي، والجامع هو من أكبر الجوامع التي يديرها ديوان الوقف السني في مدينة البصرة، ويقع في وسط المدينة وتقام فيه صلاة الجمعة وصلاة العيدين والصلوات الخمس، وكذلك تقام فيه الاحتفالات الدينية ودروس حفظ القرآن وكل النشاطات المتعلقة بالوقف السني.